# Cis (Włochy)
Cis – miejscowość i gmina we Włoszech, w regionie Trydent-Górna Adyga, w prowincji Trydent.
Według danych na rok 2004 gminę zamieszkuje 299 osób, 59,8 os./km².